# Wietszyno
Wietszyno [vjɛtˈʂɨnɔ] (German Johannesthal) là một ngôi làng trước đây thuộc quận hành chính của Gmina Karlino, thuộc quận Białogard, West Pomeranian Voivodeship, ở phía tây bắc Ba Lan. Nó nằm khoảng 10 kilômét (6 mi)   phía tây bắc của Karlino, 18 km (11 mi) về phía tây bắc của Białogard và 106 km (66 mi) về phía đông bắc của thủ đô khu vực Szczecin.
Trước năm 1945, khu vực này là một phần của Đức. Đối với lịch sử của khu vực, xem Lịch sử của Pomerania.